# Leo Hepp

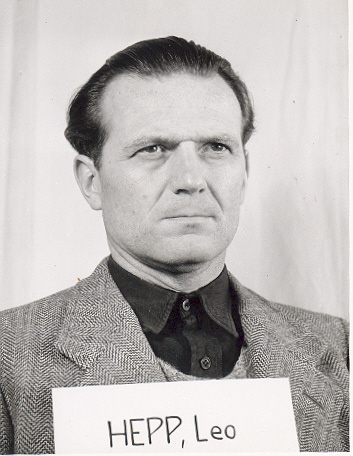
Leo Hepp als Zeuge bei den Nürnberger Prozessen

Leo Philipp Franz Hepp (* 15. August 1907 in Ulm; † 24. Oktober 1987 ebenda) war ein deutscher Offizier. Während des Zweiten Weltkriegs diente er als Nachrichtenoffizier in der Wehrmacht, war Angehöriger der Organisation Gehlen, stellvertretender Inspekteur des Heeres, Kommandierender General des II. Korps der Bundeswehr im Dienstgrad Generalleutnant und Abteilungsleiter im Bundesnachrichtendienst.

## Leben

### Reichswehr und Wehrmacht
Leo Hepp wurde als Sohn des Generalstabsveterinärs Leo Hepp in Ulm geboren. Nach dem Schulbesuch trat er am 23. März 1925 als Offizieranwärter in die Reichswehr ein und war zunächst Funker und Fernsprecher in der Nachrichtenabteilung 5 in Stuttgart. Von November 1926 bis August 1927 besuchte er den 1. Lehrgang an der Infanterieschule der Reichswehr in Dresden, wurde zum 1. September 1927 zum Fähnrich befördert, und absolvierte von Oktober 1927 bis August 1928 den 2. Lehrgang an der Artillerieschule in Jüterbog, die zu jener Zeit auch für die Ausbildung der Nachrichtentruppe zuständig war. Zum 1. August 1928 wurde er zum Oberfähnrich ernannt. Anschließend war er bis September 1934 Kompanieoffizier der 1. Kompanie der Nachrichtenabteilung 5. Dort wurde er zum 1. Juni 1929 zum Leutnant und zum 1. April 1933 zum Oberleutnant ernannt und besuchte während dieser Verwendung im April 1929 den Gerätelehrgang bei der Fahrabteilung 5 in Ludwigsburg, war von Oktober bis Dezember 1929 an der Sportschule in Wünsdorf, absolvierte Skilehrerkurse in Berwang und Damüls in Österreich im Januar 1930, ebenfalls im Jahr 1930 den Lehrgang für Rettungsschwimmer bei der 5. Panzerdivision, 1931 die Fahrlehrerprüfung für die Klassen 1, 2 und 3 bei der Kraftfahrabteilung 5 in Stuttgart und von Oktober bis Dezember 1931 den Funklehrgang für Leutnante der Nachrichtentruppe an der Artillerieschule in Jüterbog. Von Oktober bis Dezember 1934 war er im Stab der Nachrichtenabteilung 5 in Stuttgart, bevor er von Januar 1935 bis September 1937 Aufsichtsoffizier und Lehrer für Nachrichtenwesen und Reitlehrer an der Kriegsschule München war. Dort wurde er am 1. August 1936 zum Hauptmann befördert. Von Oktober 1937 bis August 1939 absolvierte er den Generalstabslehrgang an der Kriegsakademie in Berlin.
Zum Beginn des Zweiten Weltkrieges wurde Hepp Dritter Generalstabsoffizier (Ic) der 86. Infanterie-Division und wurde Mitte Januar 1940 Vierter Generalstabsoffizier (Id) im Armeeoberkommando der 12. Armee in Frankreich, auf dem Balkan und in Griechenland. Nach einer kurzen Zeit in der Führerreserve in der ersten Januarhälfte 1942 wurde er Erster Generalstabsoffizier (Ia) der 218. Infanterie-Division in Russland (Cholm). Am 16. März 1942 wurde er verwundet und kam in die Lazarette in Porchow, Lötzen und Berlin.
Von Juli 1942 bis Mai 1943 war Hepp Erster Generalstabsoffizier der 9. Infanterie-Division im Dienstgrad eines Oberstleutnants, mit der er in den Räumen Krim, Kaukasus und Kuban eingesetzt war. Dann war er Taktiklehrer an der Kriegsakademie in Berlin, Salzbrunn und Hirschberg im Riesengebirge. Von Februar 1944 bis August 1944 war er Chef des Generalstabs des V. Armeekorps (später XI. SS-Armeekorps) in Russland (Kuban, Krim) und Westgalizien und ab August 1944 bis zum Kriegsende im Mai 1945 als Oberst Chef des Generalstabs beim Chef des Heeresnachrichtenwesens im Oberkommando der Wehrmacht, Generalleutnant Albert Praun, in Mauerwald und Zossen. Am 9. Mai 1945 kam er in Kriegsgefangenschaft, aus der er im Januar 1948 frei kam.
Im Zweiten Weltkrieg erhielt Hepp u. a. das Deutsche Kreuz in Gold, das Eiserne Kreuz I. Klasse und das Verwundetenabzeichen in Schwarz (eine Verwundung).

### Organisation Gehlen und Bundesnachrichtendienst
Von 1946 bis 1956 arbeitete Leo Hepp für die Organisation Gehlen, wo er den Dienstnamen Leo Höbel trug. Im Oktober 1948 war er Leiter der Abteilung Nachrichtenwesen (Organisation 56, später unter seiner Führung in Organisation 56 (Agenten- und Führungsfunk) und Organisation 57 (Funkaufklärung) aufgeteilt). Am 1. April 1956 wurde die Organisation zum Bundesnachrichtendienst (BND) und Hepp im Sommer dieses Jahres Leiter der Fernmeldeaufklärung. Unter Hepps Führung wurden die ersten elektronischen Lauschposten errichtet, zum Beispiel 1952 in Tutzing eine als Südlabor GmbH legendierte Lauschstation gegen die Deutsche Demokratische Republik. Sein Nachfolger als Leiter der Funk-Aufklärung wurde sein früherer Vorgesetzter Albert Praun.

### Bundeswehr
Hepp trat im September 1956 als Oberst in die neugegründete Bundeswehr ein und war zunächst Inspizient der Fernmeldetruppen im Truppenamt in Köln. Am 11. Februar 1957 wurde er zum Brigadegeneral ernannt. Von Januar bis März 1959 besuchte er Lehrgänge für gemischte Verbände und war von April bis November 1959 stellvertretender Kommandierender General des I. Korps in Münster. Vom 8. Dezember 1959 bis zum 21. Oktober 1960 war er Divisionskommandeur der neu aufgestellten 10. Panzergrenadierdivision in Sigmaringen, wo er am 29. Juli 1959 zum Generalmajor ernannt wurde. Von Oktober 1960 bis September 1961 war er Stellvertretender Inspekteur des Heeres und Chef des Stabes des Führungsstabes des Heeres in Bonn. Er war ab Oktober 1961 Kommandierender General des II. Korps in Ulm. Am 15. Februar 1962 wurde er zum Generalleutnant befördert. 
In seinem Kommandobereich ereignete sich 1963 die „Nagold-Affäre“, die um Schleifereien in der Ausbildung von Fallschirmjägern in der Eisberg-Kaserne in Nagold entstand. Hepp löste die Fallschirmjäger-Ausbildungskompanie 6/9 am 29. Oktober 1963 ohne Rücksprache mit dem Bundesministerium der Verteidigung auf. 1967 wurde Hepp mit dem Großen Verdienstkreuz mit Stern ausgezeichnet und im September 1967 mit dem Legion of Merit. Zudem war er Träger des Komturkreuzes des britischen Victoriaordens. Im September 1967 übergab Hepp das II. Korps an Karl Wilhelm Thilo, anschließend wurde er in den Ruhestand versetzt. 
Nach seiner Dienstzeit bei der Bundeswehr kehrte Hepp für zwei Jahre zum Bundesnachrichtendienst zurück, wo er in Pullach im Isartal bis 1970 die Abteilung II (Technische Aufklärung) leitete.